# Propagazione clonale
La propagazione clonale è un metodo di propagazione di una pianta che permette di ottenere un clone della pianta, ovvero un insieme di individui dotati dello stesso patrimonio genetico. Si tratta quindi di un metodo di clonazione di organismi vegetali. Tale risultato si può ottenere con metodi diversi: moltiplicazione vegetativa (talea e margotta) e micropropagazione.
Fra le più antiche e diffuse metodiche di propagazione di una pianta troviamo le talee e le margotte, le quali prendono spunto proprio dalla riproduzione vegetativa (o agamica) delle cormofite.
La riproduzione vegetativa determina l'aggressività di una specie nel colonizzare l'ambiente, non porta vantaggi evolutivi perché gli organismi che nascono sono tutti geneticamente identici al capostipite. In molte crittogame pluricellulari (funghi, licheni, briofite e pteridofite) avviene per mezzo di spore, prodotte in seguito a mitosi e contenute negli sporangi, nelle cormofite (pteridofite e spermatofite) per mezzo di parti del corpo della pianta che una volta caduti a terra possono metter radici.
La talea è una porzione di corpo vegetale (di solito fusto o ramo) tagliata subito sotto il nodo, senza foglie, e interrata. La riuscita dell'operazione dipende dalla capacità di mettere radici. La margotta consiste nel far formare le radici alla parte di corpo vegetale che si interrerà mentre è ancora unita alla pianta madre. Il ramo o il fusto è inciso e cinto di un manicotto di terra o torba ben inumidita in cui affonderanno le nuove radici. È quindi un metodo più rapido ed efficiente della talea.
È evidente che queste metodiche non apportano cambiamenti genetici, ma servono solo per clonare la pianta.

## Micropropagazione
L'uso dei terreni di coltura con le cellule vegetali ha permesso ai ricercatori di studiare i cosiddetti calli, ammassi cellulari indifferenziati propagabili in vitro all'infinito. Per ottenere i calli occorre innanzitutto espiantare delle cellule dalla pianta. A seconda della specie si preferisce scegliere tra:
- Punte di germogli;
- Foglie;
- Gemme laterali;
- Tessuto del fusto o delle radici;

La pianta originale in questo processo non è distrutta. Fondamentale si sono sterilizzati i tessuti prelevati, per evitare che la rapida crescita dei batteri presenti sulla superficie delle piante soffochi la crescita del callo; sminuzzando e trattando con cellulasi si libera il protoplasto, che dopo qualche ora incomincia a ricostruirsi la parete (ovviamente se l'enzima è tolto dal medium). Fatta la nuova parete la cellula comincia a dividersi se sono presenti le giuste sostanze nutritizie (sali, zuccheri e vitamine) e tracce di ormoni vegetali. Incominceranno così a formarsi dei germogli, che potranno essere separati e trattati ancora con cellulasi per un nuovo ciclo di propagazione. Si possono ottenere calli sia da cellule somatiche sia da cellule sessuali.
Attraverso il passaggio a protoplasto, le cellule tessuto-specifiche della pianta si differenziano in cellule totipotenti, capaci cioè di esprimere qualsiasi parte della loro informazione genetica. Questa caratteristica, insieme alla capacità di formare stipiti cellulari immortali, differenzia le cellule vegetali da quelle animali. Ogni cellula di un callo può rigenerare l'intera pianta da cui è stata isolata in due modi principali:
1. Embriogenesi somatica:: dal callo origina un embrione, che si sviluppa poi in pianta adulta (per esempio la carota);
2. Organogenesi somatica:: dal callo si rigenera un organo, di solito foglioline, e in seguito il resto della pianta (per esempio il tabacco).

In entrambi i casi la crescita in vitro avviene nei Fitotroni, celle climatiche sterili in cui temperatura, umidità e ciclo luce-buio sono controllati e programmabili. Con l'embriogenesi somatica si possono incapsulare gli embrioni vegetali di certe specie (come carote, sedano e pomodoro) per ottenere semi artificiali. Una parte importante spetta agli ormoni vegetali, il cui ruolo è stato scoperto proprio grazie all'analisi del comportamento delle cellule in coltura; la produzione di radici è controllata dalla classe di ormoni Auxine, mentre le Citochinine regolano la crescita dei germogli e quindi del fusto. Li si può usare come induttori nelle talee e margotte.
È evidente quindi che queste tecniche di micropropagazione permettono di generare moltissime piante, anche milioni, nel giro di pochi mesi. Inoltre si ha la possibilità di evitare che si formino piante infette semplicemente usando tessuti meristematici o prelevando tessuti in zone sane della pianta e coltivando in presenza di antibiotici e antivirali.

## Variabilità somaclonale
Spesso le piante ottenute per micropropagazione non sono geneticamente identiche all'originale. Si verificano con maggior frequenza mutazioni quando le cellule sono coltivate in vitro. Questa variabilità somaclonale è considerata utile, in quanto è uno strumento per ottenere piante migliori dell'originale. Si distingue:
1. Variabilità genetica:: mutazioni ereditabili del DNA;
2. Variabilità epigenetica :: mutazioni non ereditabili, potenzialmente reversibili che non implicano modificazioni genetiche permanenti (Meins and Thomas, 2003);

Ovviamente non tutte le mutazioni saranno vantaggiose, ma fra le tante che avvengono qualcuna lo sarà, e la si potrà selezionare. Siccome è improbabile che la stessa mutazione capiti su entrambi gli alleli di una pianta diploide (per non parlare delle piante tetraploidi...), quando si vuole sfruttare il fenomeno della variabilità somaclonale per ottenere mutanti migliori si coltivano in vitro cellule aploidi come il polline immaturo. Dosando opportunamente gli ormoni vegetali si induce l'embriogenesi di piante aploidi. Questo facilita il riconoscimento di mutazioni, visto che l'eterozigosi le può mascherare fenotipicamente. Una volta riconosciuta e isolata la pianta mutata si può ristabilire lo stato diploide con la colchicina, un alcaloide derivato dal colchicum autumnale che si lega alle molecole di tubulina impedendo la formazione del fuso mitotico e quindi la citodieresi. I cromatidi fratelli si separano e diventano cromosomi omologhi. Questa tecnica è nota col nome di androgenesi. Molte specie di interesse commerciale (più di un centinaio) portano miglioramenti ottenuti in questo modo, fra cui spiccano tabacco, orzo, vite, patata, riso, granoturco e frumento.

## Meccanismi che producono variabilità

### Cambiamenti nella ploidia delle cellule in coltura
Questi sono dovuti a:
1. L'origine del tessuto usato per l'espianto, in quanto tanto più lontano dagli apici meristematici tanto più alta la frazione di cellule tetra- e octaploidi;
2. Gli effetti del processo di coltura stesso (durata, ormoni, limitazioni nutrizionali);
3. Tre fenomeni che capitano durante la mitosi:
  1. Endomitosi :: i cromatidi fratelli si separano ma non c'è formazione del fuso né citodieresi;
  2. Endoreduplicazione :: i cromosomi all'interfase subiscono un'extra-duplicazione;
  3. Formazione di un plasmodio :: non c'è citodieresi, si formano cellule bi- o multinucleate;

Un alto tasso di questi fenomeni non corrisponde a un'alta percentuale di cellule o piante poliploidi. Ciò è dovuto alla selezione diplontica: in una popolazione mista di cellule con diversa ploidia, le diploidi conservano il loro potenziale organogenetico meglio delle poliploidi, probabilmente per un'accresciuta abilità a formare meristemi.

### Riarrangiamenti chimerici di strati tissutali
Molte piante da ortocoltura sono chimere periclinali, cioè hanno subito una mutazione in una cellula meristematica e questa ha dato origine a uno strato diverso dal precedente e dal successivo. Le cellule dei meristemi infatti possono dividersi in modo anticlinale (perpendicolarmente alla superficie) o periclinale (parallelamente); se una cellula continua a dividersi periclinalmente dà origine a uno strato di tessuto. Questi strati possono mescolarsi durante una proliferazione rapida come quella dei calli (se viene usato proprio quel meristema). Quindi piante rigenerate con questi imprevisti possono contenere una diversa composizione chimerica o addirittura non esser più chimeriche.

### Cambiamenti strutturali nella sequenza del DNA
Sono indotti da radiazioni e da sostanze chimiche ma possono esser anche spontanei. Le grossolane alterazioni del genoma sono la causa principale della variabilità somaclonale. Distinguiamo:
1. Delezioni
2. Inversioni
3. Duplicazioni
4. Trasposizioni
5. Mutazioni puntiformi

Queste alterazioni, come i cambiamenti di ploidia, aumentano all'aumentare della durata della coltura.

### Alterazioni fenotipiche epigenetiche
Sono cambiamenti temporanei e reversibili, ma possono persistere per tutta la vita della piantina rigenerata. Comune è il fenomeno del ringiovimento, soprattutto in specie legnose (Gimnosperme), che porta a differenze morfologiche, fioritura precoce, aumento della formazione di radici avventizie e del vigore della pianta. Le cause di queste alterazioni non ereditabili non sono note, ma probabilmente son indotte dall'ambiente di coltura.

## Selezione in vitro
Con questo metodo si può ottenere una pianta resistente a malattie, insetti e stress ambientali. Implica il sottoporre una popolazione calliforme a un'adatta pressione selettiva (come la crescita in piccole dosi di erbicidi) e il recupero di una linea variante di cellule che ha sviluppato resistenza o tolleranza allo stress. Si avvantaggia della velocità di propagazione in coltura dei calli per attuare una vera e propria selezione naturale (mutazioni spontanee) o per ottenere variabilità con agenti chimici o fisici (mutazioni indotte). I campi di ricerca tentano di selezionare linee resistenti alla salinità, al freddo, agli erbicidi, ai metalli pesanti.

## Ibridi cellulari
L'informazione genetica contenuta in cellule di diversa origine può essere combinata in un singolo nucleo attraverso la fusione cellulare. La fusione cellulare richiede che delle cellule entrino in contatto e include una breve distruzione delle membrane cellulari usando agenti chimici. Quando avviene la ricostituzione delle membrane, le cellule adiacenti possono riformare insieme le loro membrane producendo una singola cellula ibrida. Inizialmente la cellula derivata da fusione conterrà due nuclei (eterocarionte binucleato), ma dopo la divisione cellulare i corredi cromosomici delle due cellule si vengono a trovare dentro un singolo nucleo (sincarionte). È possibile eseguire la fusione sia su due tipi di cellule che appartengono alla stessa specie (si parla in questo caso di ibridi interspecifici) sia su due tipi di cellule appartenenti a specie diverse. Nel primo caso la cellula ibrida conserverà l'intero assetto cromosomico delle due cellule di partenza, mentre nel secondo caso la cellula fusa tende a eliminare i cromosomi appartenenti a un tipo di cellula. I prodotti della fusione di più di due cellule hanno in genere scarse possibilità di sopravvivenza. Si possono ibridare qualsiasi cellula con qualsiasi altra, senza limiti; sono stati fatti esperimenti molto fantasiosi, nei quali si ottenevano cellule di uomo-topo, cellule animali-vegetali e addirittura con microrganismi!
Isolando gli ibridi così ottenuti si potrà propagare in coltura una linea cellulare ibrida, tanto più stabile quanto più simili erano gli organismi di partenza. Successivamente alla fusione dei nuclei, nel corso delle seguenti divisioni cellulari, i geni di una delle due specie vengono progressivamente eliminati.
Questo ha permesso lo studio dell'espressione genica in ambienti cellulari diversi del solito e soprattutto dell'organizzazione del genoma: controllando quale cromosoma o frammento di cromosoma è stato perso, è possibile stilare una mappa genetica dei cromosomi che contenga la localizzazione di ogni singolo gene.
Nonostante questo sbarramento alla formazione di una pianta completamente ibrida, si è visto che una frazione dei geni può essere conservata, con formazione del cosiddetto ibrido asimmetrico. Si ottiene così una pianta con tutte le caratteristiche di un progenitore più qualche tratto dell'altro. In questo modo è possibile trasferire qualità utili anche se l'ibridazione sessuale non lo permette.
L'ibridazione sessuale altro non è che l'impollinazione guidata dall'uomo di una pianta di varietà o, quando è possibile, di specie diversa. Si riuniscono così le qualità positive di varietà diverse, selezionando poi per diverse generazioni fino a stabilità genotipica e fenotipica.